# India Open 1981
Die India Open 1981 (damals noch als India Masters bezeichnet) im Badminton fanden vom 10. bis zum 14. November 1981 in Pune statt. Es war das erste Preisgeld-Turnier im Indien im Badminton.

## Finalergebnisse
| Disziplin    | Sieger                           | Finalist                         | Ergebnis            |
| ------------ | -------------------------------- | -------------------------------- | ------------------- |
| Herreneinzel | Prakash Padukone                 | Han Jian                         | 9-15, 15-5, 15-12   |
| Dameneinzel  | Zheng Yuli                       | Ami Ghia                         | 11-4, 11-6          |
| Herrendoppel | Thomas Kihlström Stefan Karlsson | Hariamanto Kartono Rudy Heryanto | 6-15, 15-8, 17-15   |
| Damendoppel  | Nora Perry Jane Webster          | Lin Ying Wu Dixi                 | 17-14, 13-15, 17-15 |
| Mixed        | Ray Stevens Nora Perry           | Billy Gilliland Karen Chapman    | 15-12, 15-3         |